# Swinford (Oxfordshire)
Swinford ist ein Ort in Oxfordshire, England. Der Ort liegt am südlichen Ufer der Themse am Ende der Swinford Toll Bridge über die Themse.

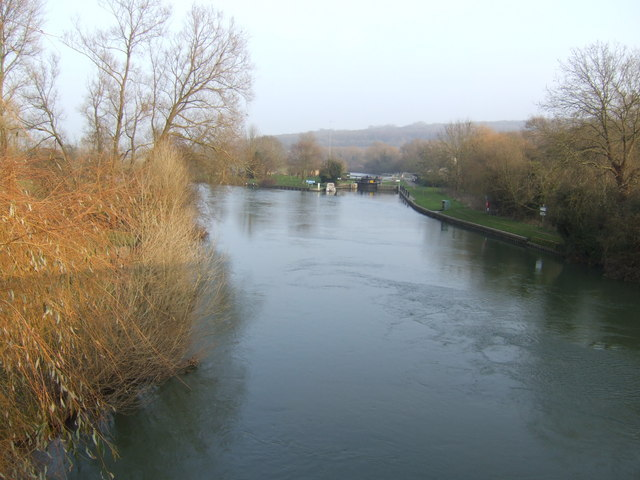
Die Themse am Swinford Bridge
(Foto:J.Billinger)

Das Eynsham Lock liegt nördlich des Ortes in der Themse.